# Brzeźnica (województwo warmińsko-mazurskie)
Brzeźnica (niem. Birkenfeld) – osada w Polsce, położona w województwie warmińsko-mazurskim, w powiecie kętrzyńskim, w gminie Srokowo.
W latach 1975–1998 miejscowość administracyjnie należała do województwa olsztyńskiego.
Zabudowania gospodarcze majątku ziemskiego w Brzeźnicy leżą tuż przy granicy z obwodem królewieckim. Po II wojnie światowej w okresie od 9 maja 1945 do 30 listopada 1946 wieś znajdowała się na terenie powiatu gierdawskiego (od 16 sierpnia 1945 po wytyczeniu granicy państwowej siedziba powiatu gierdawskiego była w Skandawie).
Dojazd do Brzeźnicy ze Srokowa przez Srokowski Dwór, Bajory Małe i Bajory Wielkie. W Bajorach Małych można skręcić do wsi Wyskok – jest tam punkt widokowy na rezerwat przyrody Jezioro Siedmiu Wysp. W pobliżu Bajor Małych, na Kanale Mazurskim jest także rezerwat przyrody Bajory.

## Historia wsi
W roku 1469 zakon krzyżacki przekazał w zastaw rodzinie Schliebenów cały okręg gierdawski, zarządzany wcześniej przez prokuratora krzyżackiego. Zobowiązania finansowe Krzyżaków wobec najemników sprowadzonych z Niemiec powstały w czasie wojny trzynastoletniej. Zakon zobowiązań nie spłacił, dzięki czemu Schlibenowie zostali właścicielami dwóch miast: Gierdawy i Nordenborka (z zamkami i folwarkami) oraz 24 wsi o powierzchni około 750 łanów, w tym i Brzeźnicy.
W Brzeźnicy urodził się 26 grudnia 1638 wojewoda inflancki i starosta rogoziński Jan Teodor Schlieben.
W XVII w. Brzeźnica należała do rozległego klucza rodziny Schliebenów, do którego należały m.in.: starostwo Gierdawa, Nordenbork, Bejnuny Małe, Zastawno, Głowbity, Łankiejmy, Kałki, Mołtajny, Nunkajmy, Pokrzywno i Suśnik. Przedstawiciele rodziny Schliebenów (w różnym okresie) posiadali majątki w Sorkwitach, majątki w okolicach Pruskiej Iławy, a także na Kujawach w Płowcach i Dobrem. Brzeźnica była w posiadaniu hrabiów Schliebenów do roku 1824. We wsi funkcjonowała karczma.
Po Schliebenach Brzeźnica była w posiadaniu rodziny Totenhoefer. Do rodziny tej należał również majątek ziemski w Kałkach. W latach 1929–1944 Brzeźnica należała do Erny Koch z domu Totenhofer.

## Dwór
Istniejący dwór w Brzeźnicy wybudowany został w pierwszej połowie XIX w. Dwór był zniszczony w czasie wojny w 1914 roku, po czym odbudowany. Dwór wybudowany był na planie prostokąta, jako budowla parterowa z dwukondygnacyjnymi ryzalitami w części środkowej budynku, od frontu i ogrodu. Ryzalit od frontu budynku posiada przeszklony ganek z czterema kolumnami podtrzymującymi taras z ozdobną balustradą. Przy dworze znajduje się park krajobrazowy z zachowanym starodrzewem. W części gospodarczej majątku znajduje się zespół budynków wybudowanych z czerwonej cegły. Znajdująca się tam gorzelnia ponownie została uruchomiona w 1961 roku (za Licharewą). Na dachach budynków gospodarczych i dworu znajduje się około 20 gniazd bocianich.
Od 1945 majątek ziemski w Brzeźnicy funkcjonował jako PGR. Przed likwidacją PGR był zakładem rolnym (wraz z obiektem rolnym Kałki) w ramach PPGR Srokowo. Majątek Brzeźnica po przejęciu przez AWRSP przekazany został w użytkowanie osoby fizycznej.
W lesie ok. 1 km od Brzeźnicy znajduje się cmentarz rodowy właścicieli majątku z zachowanymi nagrobkami.

## Kościoły
Na terenie wsi działalność duszpasterską prowadzą następujące kościoły:
- Kościół rzymskokatolicki
- Kościół Ewangelicko-Augsburski